# Zuppa di pesce (film)
Zuppa di pesce è un film del 1992 diretto da Fiorella Infascelli.

## Trama
Le vicissitudini familiari della fittizia famiglia Ragonelli svelano la vera infanzia della regista, figlia del produttore Carlo Infascelli, in un periodo che va dagli anni cinquanta ai primi anni settanta.